# 2018年9月南北韓首腦會談
2018年9月南北韓首腦會談（韩语：／）又稱為2018年第3次南北韓首腦會談（韩语：／；朝鲜语：／），於2018年9月18至20日由大韓民國總統文在寅和朝鲜民主主义人民共和国国务委员会委员长金正恩在北韓首都平壤會面。這次會談於同年8月13日舉行的南北韓高級別會談中促成，目的為解決處於膠著狀態的朝鮮半島無核化問題。這是大韓民國總統时隔11年後再次造访平壤，文在寅則成為繼金大中和盧武鉉後另一位造訪北韓的南韓總統。兩國於9月19日簽署《平壤共同宣言》和《旨在履行歷史性的板門店宣言的軍事領域協議書》，同意結束軍事敵對關係、擴大經濟和文化合作、實現朝鮮半島無核化以及禁止於軍事分界線一帶進行軍事訓練。

## 名稱
青瓦台於9月7日公佈是次首腦會談的官方名稱是「2018南北韓首腦會談·平壤」（／），標語為「和平，新的未來」（／）。青瓦台發言人金宜謙解釋標語「寄託了朝鮮半島正面臨歷史性轉折的重要時期，南北韓攜手開啟未來的民族夙願」。此外，該標語會印在新聞通稿和各種宣傳冊上。

## 背景

### 落實會談
2018年4月南北韓首腦會談期間，大韓民國總統文在寅與朝鮮民主主義人民共和國國務委員會委員長金正恩簽訂《板門店宣言》，約定前者於同年秋天訪問平壤。隨後，兩韓關係友好，兩國領導人先在5月再次面談。隨後分別進行將軍級會談、體育會談和紅十字會會談。設在北韓邊境城市開城的南北共同聯絡事務所於9月14日開辦。同時，大韓民國國防部發表的年度國防白皮書將刪去「北韓政權和軍隊是我們的敵人」之字句。另一方面，兩國也頻繁进行体育交流。例如，南韓男女子籃球队於7月到訪平壤參與友誼賽，北韓派出朝鮮職業總同盟參加南北工人足球賽，兩國在世界乒乓球錦標賽和亞洲運動會中組成聯隊參賽等。8月，兩國更是事隔兩年後再次舉行南北離散家族重聚活動。
但是，北韓和美國就如何處理朝鮮半島無核化陷入僵局。2018年6月，金正恩在朝美首腦會談與美國總統當勞·特朗普簽署聯合聲明，承諾為實現朝鮮半島完全無核化而努力。然而，兩國就其程序出現爭議：華盛頓要求平壤先採取新的無核化措施，而平壤則要求美方先發表保障其體制的終戰宣言。為此，北韓在8月13日的南北韓高級別會談中提倡再次進行兩國首腦會談，並得到青瓦台的答允。於是，兩日同意在同年9月舉行首腦會談，但具體日期未定。接著，北韓和美國就無核化的問題繼續膠著。8月24日，特朗普因北韓無核化的「進程過於緩慢」而指令國務卿·蓬佩奧取消原定到訪北韓的行程。作為回應，朝鮮勞動黨統一戰線部部長金英哲在8月29日向美國表示如彼此間的核談判再無進展的話將可能「重新啟動核武和導彈」。為解決朝美兩國的糾紛，文在寅於9月5日派出特別使節團到平壤就首腦會談的日期和無核化等進行討論。雙方決定在9月18至20日舉行首腦會談，其議題為建立互信機制、防止武裝衝突和推行無核化等的具體方法。

### 準備會談
首腦會談前夕正值北韓的人民政權創建日。為營造友好氣氛，平壤在創建日當天的閱兵儀式中並沒有展示洲際導彈和彈道導彈。在同一晚的《光辉的祖国》演出中則增設了紀念同年4月南北韓首腦會談的環節。在南韓，考慮到北韓剛完成創建日慶典，為減低平壤的負擔，青瓦台在這次的首腦會談僅派出由200人組成的代表團，是歷次訪問平壤以來人數最少的一次。
9月14日，為籌備首腦會談，兩國官員在板門店舉行籌備會議，就文在寅於平壤時的訪問形式、會談日程及警衛問題等細節進行討論。16日，南韓派出93人的先遣隊到平壤，為會談作最後準備。同日，青瓦台公佈14名正式隨行人員名單：
| 代表團成員： - 國家安保室長鄭義溶 - 外交部長康京和 - 統一部長趙明均 - 國防部長宋永武 - 國家情報院長徐薰 - 文化體育觀光部長都鐘煥 - 國土交通部長金賢美 - 海洋水產部長金榮春 - 山林廳長金才賢 - 總統政策室經濟輔佐官金顯哲 - 總統警衛處處長朱英訓 - 青瓦台發言人金宜謙 - 總統秘書室禮儀秘書金鐘天 - 總統秘書室國情狀況室室長尹建永 |

此外，南韓還派出來自政治、經濟、社會、文化、市民社會等各界的52名特別隨行人員。

## 正式會談

### 第一天
首腦會談為期三天。南韓總統文在寅在出發前一天的幕僚會議上表示將和金正恩「坦誠相對」，就無核化和消除敵對關係點進行溝通，並強調構建朝鮮半島永久和平機制是不容國際影響。翌日早上8時40分，文在寅與夫人金正淑率領一眾代表團成員由城南機場出發，乘坐專機飛越西海直達平壤。這路線與2000年金大中訪問北韓的相同。9時50分，專機抵達平壤順安國際機場，文在寅伉儷獲金正恩和夫人李雪主迎接。接著，文在寅檢閱朝鮮人民軍儀仗隊，指揮官呼叫「為迎接總統閣下而舉行」並發21響禮炮。在此次前的多次首腦會談中，禮炮儀式均因兩國的特殊關係而被省略。同時，文在寅被北韓稱為「總統閣下」也是前所未有的。不久後，文在寅和到場的最高人民會議常任委員長金永南和朝鮮勞動黨中央委員會副委員長崔龍海等北韓高級官員握手示意，金正恩則與南韓的正式代表團成員交談。
10時20分，金正恩和文在寅一同乘開篷車離開機場於市中心巡遊，途經三大革命展示館、永生塔、黎明大街和錦繡山太陽宮。途中，二人向手持統一旗和北韓國旗的民眾揮手示意。一個小時後，文在寅來到下塌的百花園迎賓館休息和使用午餐。下午3時45分，兩國領導人聯同南韓國家情報院院長徐薰、青瓦台國家安保室室長鄭義溶、勞動黨中央委員會第一副部長金與正及勞動黨中央委副委員長金英哲在朝鮮勞動黨總部大樓舉行會談。金正恩在開場發言中感謝文在寅實現「歷史性」的朝美首腦會談，又指朝美首腦會談後朝鮮半島的局勢漸見穩定，相信朝美對話能帶來更豐碩的成果。文在寅則對金正恩「果斷決定開啟新時代」表示感謝。另一方面，兩國的第一夫人金正淑和李雪主訪問平壤玉流兒童醫院和平壤音樂大學。南韓特別隨行團與最高人民會議常任委員會委員長金永南，經濟界和公共企界業代表同北韓內閣副總理相李龍男，政黨代表與朝鮮最高人民會議副議長安東春、社會代表同朝鮮社會民主黨中央委員會委員長金永大分別在人民文化宮殿會面。
晚上6時30分，兩國領導人和其伉儷現身平壤大劇場觀看三池淵管弦樂團的演出。兩小時後，北韓在木蘭館為南韓舉行歡迎晚宴。金正恩於歡迎詞中表示為兌現板門店宣言，將「努力實現和平的新時代和民族繁榮昌盛的歷史」，並強調「前進的道路上仍有很多難關」，但只要兩國齊心協力就能夠「更有力量地前進」。文在寅隨後發言，稱對今早街上給予熱烈歡迎的北方同胞們深表感謝，並轉達南方同胞們的問候。同時指兩國會在是次會談認真討論無核化和徹底消除雙方軍事緊張方案的議題；兩國首腦不拘泥時間和場所隨時會面已證明了南北韓關係的新時代已經到來。

### 第二天
上午10時，金正恩和文在寅於百花園迎賓館舉行單對單面談。這次的會談歷時70分鐘，雙方討論了朝鮮半島無核化、兩國關係的發展和緩解軍事緊張的方案等問題。會後，文在寅和金正恩簽訂《平壤共同宣言》，兩國同意結束在包括非軍事區在內的軍事敵對關係，以消除爆發戰爭的危機、啟動南北軍事共同委員會以作定期溝通和緊密協商、擴大經濟合作，恢復開城工業區和金剛山旅遊事業，為連接西海、西海線鐵路及公路動工、從根本上解決離散家庭問題，在金剛山地區設立離散家屬常設會面場所、進一步增進文化及藝術領域的交流，兩國派員出席在平壤和首爾的文化演出、組成聯隊參加2020年東京奧運會、共同申辦2032年夏季奧運會和共同舉辦三一運動100周年紀念活動、實現朝鮮半島無核化，北韓允許專家參觀東倉里導彈發射基地的拆卸過程。此外，金正恩還會於年內訪問南韓。同時，南韓國防部部長宋永武與北韓人民武力省長努光鐵簽訂《旨在履行歷史性的板門店宣言的軍事領域協議書》，兩國同意於今年11月1日結束「全面停止敵對行為」：在陸上，兩國在軍事分界線5公里內全面停止炮兵射擊訓練及連隊級以上的野外機動訓練；在海上，從北方界線以南海域到通川以南的水域均禁止進行炮擊及海上機動訓練；在空中，則禁止在西部地區上空設置的禁止空對空導彈射擊等發射實彈的戰術訓練。
另一方面，南韓第一夫人金正淑與特別隨行團的數名成員於早上到訪萬景台學生少年宮，並觀看當地學生表演。同時，代表經濟界的特別隨行團成員參觀朝鮮人民軍122號苗圃，政治界代表則與金永南、朝鮮社會民主黨中央委員會副委員長崔金哲和最高人民會議副部長安東春見面。中午，文在寅和金正恩夫婦與南韓代表團成員一同到玉流館使用午餐。下午2時30分，文在寅在百花園迎賓館與崔龍海參與植樹紀念活動。該樹由南韓種植10年後轉移過來的，象徵著樹木將茁壯成長，然後開花結果，就如南北韓的關係一樣。隨後，朝鮮勞動黨統一戰線部部長金晟慧和祖國和平統一委員會委員長李善權陪同文在寅夫婦參觀萬壽台創作社，文在芳名錄上寫道：「藝術將成為連接南北韓的橋樑」並觀看藝術作品。
晚上7時，金正恩、文在寅夫婦和特別代表團的一些成員於大同江水產品飯店用膳。在來到平壤前，文在寅表示希望能在一家當地人常去的餐廳享用晚餐，於是平壤向其推薦了這間食店。兩小時後，金正恩和文在寅偕同各自的夫人在五一體育場觀看大型歌舞劇阿里郎。文在寅在進場時獲15萬名當地觀眾起立鼓掌和歡呼，並且對在場的北韓民眾公開發表7分鐘的演說，成為首位公開向朝鮮民眾發表講話的南韓總統。在演講中，文在寅指兩國將美麗的山河建設成沒有核武器和核威脅的國度，並將此留給子孫後代。同時指朝鮮半島已分裂了70年，現正是時候結束敵對情緒，走向新的未來。此外，青瓦台解釋，儘管文在寅觀看的為講述北韓歷史觀的《光輝的祖國》，但有關內容平壤方面已「最大限度地考慮了我方的立場」。

### 第三天
上午6时39分，文在寅离开平壤百花园迎宾馆，搭乘韩国“空军二号”专机，于8时20分飞抵三池渊机场。金正恩夫妇一早提前抵达三池渊机场，为文在寅夫妇举行欢迎仪式，并于8时30分许一同启程攀登白头山（即长白山）。文在寅夫妇与金正恩夫妇同车抵达将军峰，并在往返白头山的火车站——巷道站短暂逗留后，10时10分乘缆车并于10时20分到达天池。登上白頭山時，文在寅稱希望南韓民眾有朝一日能遊覽這兒。然後，兩國領導人在三池淵使用午餐後，文在寅夫婦和代表團成員會回國。下午3時30分，文在寅乘坐專機從三池淵返回首爾城南機場，而代表團其他成員則從平壤順安國際機場回國，正式結束為期三天的首腦會談。

## 後續
文在寅於秋夕發表全國講話，表示韓民族只有團結一致才能強大起來，剛結束的平壤首腦已解除了半島的戰爭威脅，並會為南北韓開闢新的道路。同時，他會在即將舉行的聯合國大會前夕與特朗普會面，商討朝鮮半島局勢問題。9月24日，二人在紐約會面，文指金正恩希望與美方盡早進行無核化談判，又強調平壤內部已把棄核問題提上日程。對此，川普感謝文在寅為朝鮮半島和平的付出，並指第二次朝美首腦會談「即將敲定」。接著，文在寅會見聯合國秘書長安東尼奧·古特雷斯，後者表揚文為朝鮮半島無核化及建立永久和平機制付出的努力，並稱會為半島事宜上提供支援及願意呼籲國際社會就該議題給予關注。9月25日，文在寅出席在美國外交協會舉行的活動時表明韓戰終戰宣言是朝鮮半島走向和平機制的「必經之路」，也是促使半島無核化的必要條件。在接受福克斯新聞台的訪問中，他稱南北韓和美國已就終戰宣言達成共識。此外，文在寅又與日本首相安倍晉三舉行會談，提到朝日關係的正常化。次日，文在寅在聯合國大會上指朝鮮半島於這一年間發生「奇迹般的事情」，多場的會談令半島局勢逐漸轉危為安，故此現在各國應相信北韓作出的無核化決斷，終使半島走向永久而穩固的和平之路。與此同時，美國國務院宣佈國務卿·蓬佩奧將於10月到訪北韓與平壤高層籌備第二次朝美首腦會談。10月7日，蓬佩奧與金正恩會面，二人就朝鮮半島近期的局勢和實行無核化的方法交換意見，並且同意盡快舉行朝美首腦會談。就會談的舉辦地點，特朗普指目前已擬定三、四個地方，其中包括平壤和華盛頓。10月25日，兩國解除共同警備區的武裝和界線，遊客和國民可於當地自由出入。
北韓也同樣出席了聯合國大會。外務省省長李勇浩在9月28日的不結盟運動上強調現在是建設和平的關鍵時期。29日，李在大會上指北韓推行無核化的決心是「堅定不移的」，但只有在美國能讓他們感到信任時才能實現無核化。當中，制裁尤其加劇了平壤對美方的不信任。
另一方面，首腦會談令南北韓繼續維持友好關係。9月27日，大韓殘疾人體育會表示兩國將在2018年亞洲殘疾人運動會上組建聯隊出戰游泳和乒乓球兩大項目並在開幕禮上持統一旗共同入場，是南北韓首次在國際殘疾人運動會上共同進場。翌日，統一部宣佈兩國會在10月4日至6日期間於平壤舉辦《南北共同宣言》簽訂11周年的紀念活動，屆時青瓦台會派出150人出席慶典。同日，兩國代表在南北韓共同聯絡辦公室召開會議，以討論《平壤共同宣言》的實行方式。經商議後，兩國同意推進對東西海岸鐵路和公路對接項目進行實地勘察以及將聯合申請主辦2032年夏季奧運會正式提案給交國際奧林匹克委員會。10月1日，為覆行《板門店宣言》，南北韓軍隊聯同聯合國軍於共同警備區和非軍事區進行清除地雷工作。10月15日，兩國於板門店和平之家舉行高級別會談，以討論如何具体實行《平壤共同宣言》。兩國同意在同年11月舉行紅十字會會談討論離散家屬團聚事宜，以及於11至12月期間展開鐵路和公路對接工程的動工儀式。
這次的首腦會談還直接提升文在寅於國內的支持率。韓國蓋洛普於9月18日至20日期間訪問了1001名成年國民，調查報告指61%的受訪者指他能夠履行總統的職責，31%的人加以否定。相比上週進行同樣的調查，其支持率上升了11%，否定率則減少了9%。另外，南韓傳媒於會談結束後探討文在寅、金正恩和特朗普能否一同奪得諾貝爾和平獎。《YTN》認為文在寅促成了三次南北首腦會談，並營造了朝鮮半島的和平氣氛，但同時間阻於獨裁者的身份金正恩很難問鼎此獎項。韓聯社也為此話題降溫，指由於和平獎候選名單是機密的，故此很難預料誰會獲獎。青瓦台抱同樣的態度，在接受《韓民族日報》時，發言人指政府對和平獎「沒甚麼特別期待，也沒有什麼特別的想法」。最終，該獎項由納迪婭·穆拉德和德尼·慕克維格獲得。
2019年3月12日，由聯合國對朝制裁委員會專家小組發佈的報告指出金正恩的高級專車是違反對朝制裁決議的禁運品，而報告中為了說明卻選擇了一張文在寅與金正恩在此次會談中一起乘坐奔馳巡遊平壤的照片。雖然韓國外交部在2018年11月已獲知此事並提出換用其他照片的建議，但報告中仍然使用了這張照片。

## 報導和評論

### 朝鮮半島
這次首腦會談的新聞中心設在首爾的東大門設計廣場，於平壤進行採訪的記者會把所得的資料實時傳送到新聞中心。截至9月17日，共有2224名南韓記者和447名外媒記者共2761人前來採訪。
在北韓，機關報《勞動新聞》在9月18日的頭版刊登有關首腦會談的報導，標題為「北南首腦會談，南朝鮮總統文在寅訪問平壤」，並強調這次的會談將進一步加速北南關係發展。在2000年和2007年的首腦會談中，《勞動新聞》也是在次天才告訴國民會談正在進行。本次會談的翌日，朝鮮中央通訊社詳細報導文在寅抵達平壤，獲金正恩夫婦親自接機及於平壤巡遊。在會談的第三天，北韓官媒繼續對此進行大篇幅報導。朝中社發佈了7篇報導，《勞動新聞》則用了6個版面中的4個報導相關內容，其中包括兩國簽署《平壤共同宣言》和《旨在履行歷史性的板門店宣言的軍事領域協議書》。會談結束後的第一天，朝中社報導兩國領導人登上白頭山的消息，並指這是「將載入民族史冊的歷史性事件」。同日下午，朝鮮中央電視台播出二人訪問白頭山的場面。次日，電視台播放長1小時10分鐘的記錄片，講述這次首腦會談的過程。在南韓，會談由3家電視台和6家新聞頻道共同直播。在《平壤共同宣言》簽訂時，收視率合計為13.76%。
文在寅在《旨在履行歷史性的板門店宣言的軍事領域協議書》簽訂後表示「沒有戰爭的朝鮮半島開始了，我們將半島變成永久的和平地帶，將生活恢復正常」。回國後，文在寅再次肯定會談的意義，並指此次會晤最重要的成果是制訂軍事領域的協議。就《平壤共同宣言》，青瓦台主張這已等同韓戰終戰宣言。
各政黨對是次會談有不同的看法。執政黨共同民主黨認為《平壤共同宣言》成功達至無核化、緩和軍事緊張及促進南北交流合作，是為《板門店宣言》後進一步的結果。民主和平黨表示通過軍事協定朝鮮半島將「進入了不可逆轉的和平階段」。正未来党相對中立，認為協議的簽訂可大幅減少南韓被平壤攻擊的機會，但同時表示金正恩實行無核化的意志「還是不夠」。自由韓國黨則批評這次會談「沒有進展」，反而削弱了國防。
報章同樣對會談予以兩極的看法。《韓民族日報》表示文在寅能夠在15萬名平壤市民面前演講是「破格」的。《國民日報》指從文在寅被朝鮮人民軍儀仗隊稱為「總統閣下」到獲安排於朝鮮勞動黨總部進行面談都顯示出平壤對其的禮遇，足以證明南北韓關係正常化。然而，《每日新聞》批評這次會談僅著重經濟合作，對於實行無核化的具體方案，即關係核彈頭、核物質、核設施的申報和驗證等方面均沒有取得進展。同時，《朝鮮日報》認為南韓代表團對北韓過於友好是對延坪島炮擊事件和天安號沉没事件死者的不敬。
儘管如此，民間普遍對會談的成果感到滿意。民調機構Realmeter在會談結束後訪問501名成年公民，調查發現71.6%的受訪者對會談給予正面評價，22.1%給予負面評價，其餘的6.3%表示不知道或沒有回答。另外，MBC電視台在同日訪問全國1008名成年國民，其中82.8%的受訪者歡迎金正恩到訪首爾，對他表示信任的為67.8%，不信任的為29.6%。韓國蓋洛普在《平壤共同宣言》和軍事協定簽訂後進行調查，詢問國民是否相信北韓會履行上述協定，結果49%的人表示相信，另外35%認為不會。在同年4月《板門店宣言》簽訂後，韓國蓋洛普問了同類的問題，當時只有9%的人抱樂觀態度。
在北韓，《勞動新聞》總結這幾天的首腦會談「進一步鞏固了北南攜手合作的珍貴成果」，從而使兩國「走向了新的和平軌道」及在「和解合作的軌道上加速發展」，「開創了統一大業的全盛期，是一個劃時代的轉捩點」。宣傳機關將會談的成果歸功於金正恩。朝鮮中央通訊社以「引導朝鮮半島和平與統一事業的出眾的政治實力」為標題，讚揚金正恩「心懷崇高的同胞友愛和堅定的統一意志」以及「發揮出眾的政治實力」掀開朝鮮半島和平繁榮的新一頁。

### 國際
朝鮮半島週邊國家肯定是次會談。日本官房長官菅義偉稱期待《平壤共同宣言》能帶動朝鮮半島完全無核化，又對兩位首腦的努力表示敬意。中華人民共和國外交部發言人耿爽「熱烈祝賀」宣言的簽訂，並期待第二次朝美會談能盡快舉行。俄羅斯外交部發表公報歡迎宣言，同時建議美國要回應此前在北韓作出的承諾及採取建設性行動。在美國，總統特朗普指「事情發展得很好」。另一方面，國務卿·蓬佩奧表示美國將與北韓舉行有關核武的會談。聯合國秘書長安東尼奧·古特雷斯對會談同樣加以肯定，並且讚賞兩國領導會談期間的積極表現。
海外傳媒對會談給予不同的評價。美國《CNN》以頭版報導此事，標題為「沒有戰爭的時代到來」。《華爾街日報》的標題是「北韓允許外國專家進行核視察」，並指這是金正恩「大膽的戰略」，將會打破與美國的僵局，帶來新的希望。學者安德烈·蘭科夫在《NK News》的專欄指兩國在會談中「走了正確的方向」。然而，《華盛頓郵報》批評兩國領導人幾乎沒有提出關於無核化的具體方案。美聯社也表示兩國未有提及核清單和階段性時間表而覺得缺憾。